# Arboretum d'Antsokay
L’Arboretum d'Antsokay est un parc botanique situé à 12 km au sud-est de la ville de Tuléar, au sud-ouest de Madagascar. 
Il est localisé à 2 km au nord du Tropique du Capricorne et à 3 km des eaux du Canal de Mozambique. Antsokay désigne un petit hameau tout proche où se trouvent des pierres calcaires qui servent à fabriquer de la chaux vive.

## Historique

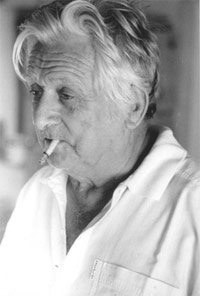
Herman Petignat.

L’Arboretum d’Antsokay  a été créé vers 1980 à l’initiative d’un botaniste amateur suisse Herman Petignat (1923-2000) par l’achat de plusieurs parcelles de terrains très pauvres constitués par des marnes calcaires et de sables roux décalcifiés. 
Sur une superficie de 40 hectares, entourés d’une haie vive végétale, l’initiateur a entrepris de faire se reproduire et multiplier soit par graine, bouture ou transplantation, les espèces de plantes les plus menacées ceci afin de préserver le plus grand nombre de la déforestation constante, des feux de brousse et des pillards. Au cours de nombreuses prospections en brousse, Herman Petignat et son équipe ont pu découvrir et décrire de nouvelles espèces de plantes, parmi lesquelles Euphorbia kamponi, Ceropegia petignatii, Ceropegia hermanni, Cynanchum petignatii. 
Si l'arboretum n'est pas membre de Botanic Gardens Conservation International, il est néanmoins reconnu par ce dernier et collabore pour la conservation de la diversité botanique avec des organismes œuvrant pour la préservation de l’environnement telles que les jardins botaniques royaux de Kew, le WWF, le Groupe de travail du fonds multi-bailleurs pour les écosystèmes en danger critique (CEPF) et le Fairchild Tropical Botanic Garden de Miami.

## Collections
La collection de plantes de l’Arboretum d’Antsokay est composée principalement d’espèces succulentes dominés par les familles Euphorbiaceae et Didiereaceae. Plus de 900 espèces y sont conservées dont 90 % sont endémiques à la région du sud-ouest de Madagascar et 80 % ont des vertus médicinales. Parmi celles-ci, nombreuses[Combien ?] espèces de plantes succulentes sont reconnues comme menacées.
La collection de l’herbier régional de l’Arboretum d’Antsokay se compose essentiellement de spécimens de plantes du sud-ouest de Madagascar. C’est la plus grande collection de la région du sud-ouest de Madagascar. La collection se compose de spécimens de plantes recueillis par le personnel, ainsi que de spécimens de donations et d’échanges avec les partenaires et les autres herbiers à Madagascar.

## Éducation
L’une des principales missions de l’Arboretum réside ainsi dans l’information et la sensibilisation du public à la nature et au respect de l’environnement.
Le centre d’interprétation de l’arboretum vise à promouvoir l’important patrimoine de la forêt d’épineux du sud-ouest de Madagascar. 

## Galerie photos

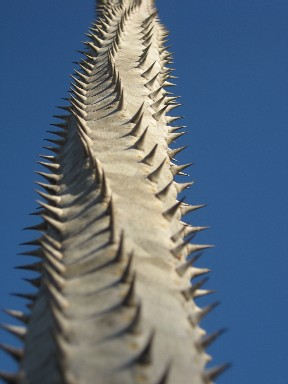
Alluaudia procera
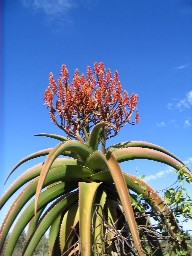
Aloe vaombe
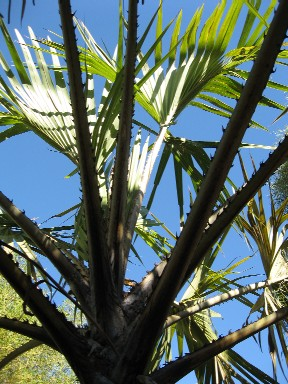
Hyphaene coriacea
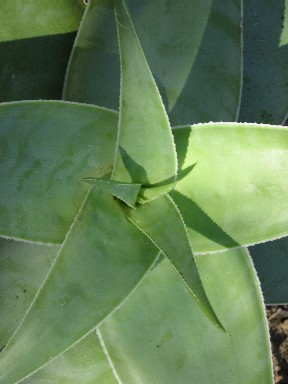
Aloe viguieri
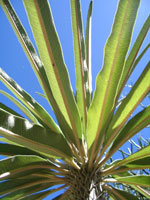
Pachypodium geayi
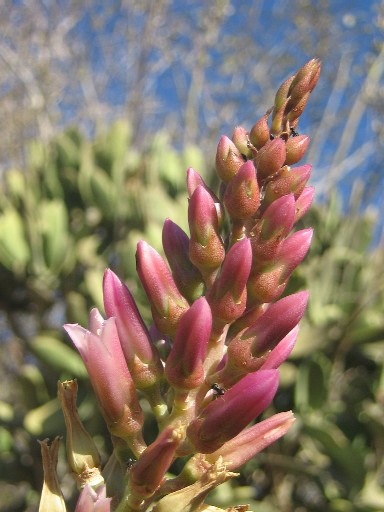
Kalanchoe grandidieri
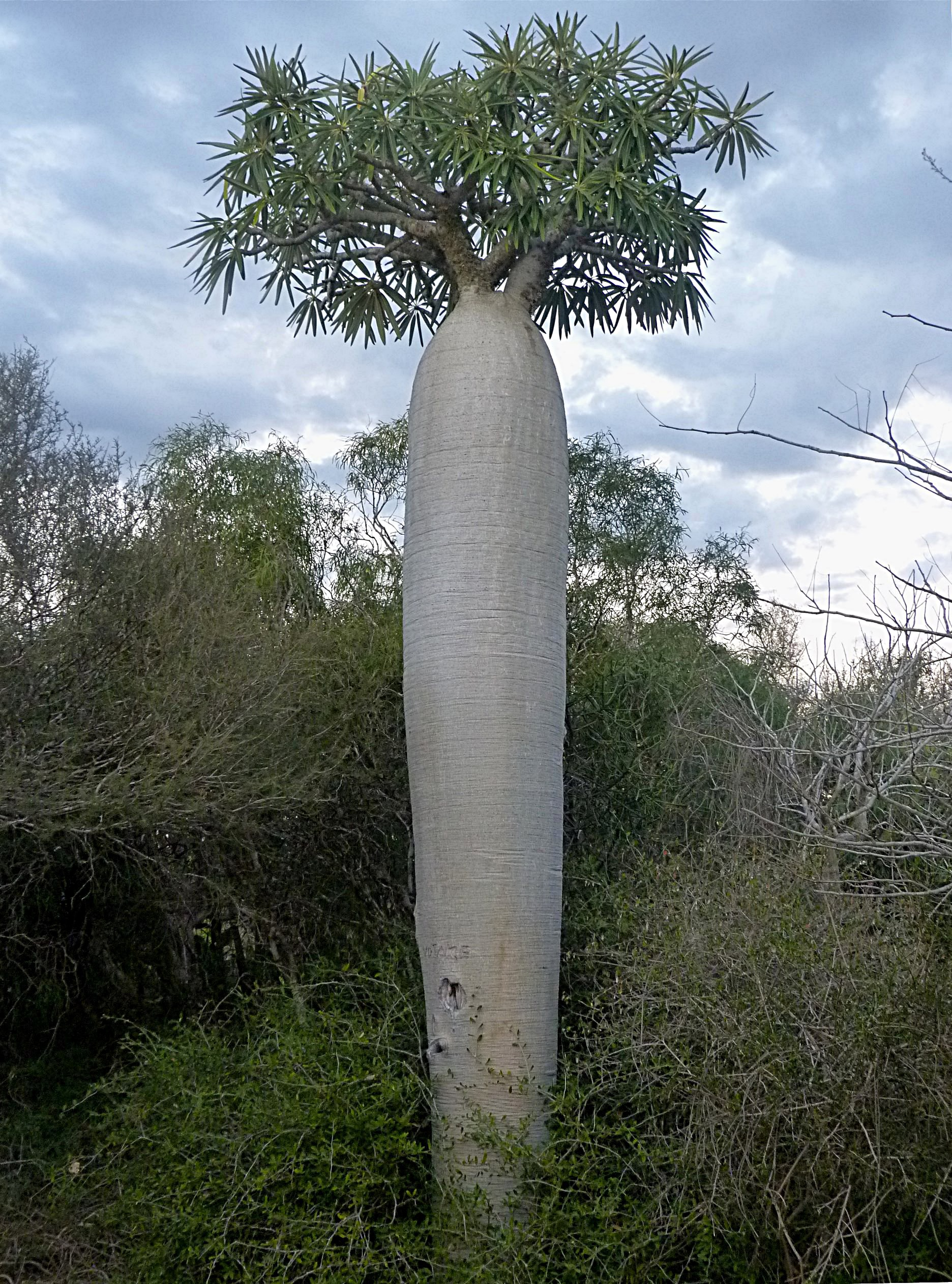
Pachypodium